# Gematigde bossen van de Chathameilanden
De gematigde bossen van de Chathameilanden (Engels: Chatham Islands temperate forests) vormen een ecoregio van gematigde bossen op de Chathameilanden, een eilandengroep die ongeveer 800 km gelegen is ten oosten van het Zuidereiland van Nieuw-Zeeland. 

## De ecoregio
Deze ecoregio beslaat de Chathameilanden, een archipel die bestaat uit de bewoonde eilanden Chatham Island en Pitt Island. Rondom deze twee grotere eilanden bevinden zich talrijke kleine rotsachtige eilandjes zoals onder andere Mangere Island en South East Island en daarnaast ook uit zee stekende rotsformaties. De eilanden zijn gevormd door vulkanische activiteit en bestaan uit vulkanisch gesteente, schist en kalksteen. Op de eilanden heerst een gematigd zeeklimaat en vanwege de oceanische ligging kennen ze geen grote temperatuurextremen. Wel is de eilandengroep onderworpen aan langdurige periodes met regen en harde winden. Dankzij het natte klimaat, de geologische diversiteit en de vruchtbare grond kent het eiland een kenmerkende en gevarieerde plantengemeenschap. 
Voor de vestiging van de eerste bewoners, de Moriori was meer dan 90% van de archipel bedekt met een afwisselende begroeiing van bos, struwelen, moeras en heide. De flora van de eilanden heeft niet alleen verwantschap met de subtropische Kermadeceilanden en het vasteland van Nieuw-Zeeland, maar ook met de meer zuidelijk gelegen sub-Antarctische eilanden, zoals Campbell-eiland, de Snareseilanden en de Solandereilanden.

## Flora
Op de eilanden komen 338 inheemse plantensoorten voor, waarvan er 47 endemisch zijn. Belangrijke endemische plantensoorten zijn Myosotidium hortensia, vlasachtige plantensoorten uit het geslacht Phormium, de boomsoort rautini (Brachyglottis huntii), de overblijvende plant Astelia chathamica en de schermbloemigensoort Aciphylla dieffenbachii. In de bossen maken boomvarens een belangrijk onderdeel uit van de vegetatie. De wortels van deze planten zorgen voor een rijke kiemplaats voor zaailingen van bomen, varens en orchideeën. In de lagergelegen delen van de eilanden zijn nikau-palmen (Rhopalostylis sapida) een prominente soort. Vanwege de geïsoleerde ligging van de eilandengroep komen er geen Podocarpen (coniferenfamilie) en soorten uit het geslacht Nothofagus voor, die elders op deze breedtegraad wel veelvuldig in bossen voorkomen. 
De op de eilanden voorkomende plantensoorten hebben zich aangepast aan het koele, natte en winderige klimaat. De boomsoort tarahinau (Dracophyllum arboreum) heeft windbestendige naaldachtige bladeren en soorten uit het geslacht Olearia hebben beschermend behaarde bladeren en takjes. De zogenaamde megaherbs (reuzenkruiden) zoals de  Myosotidium hortensia en Embergeria grandifolia hebben enorme bladeren. Sommige soorten die op de eilanden voorkomen zijn de grootste soorten binnen het geslacht waarin ze geplaatst zijn, zoals de boomsoorten Coprosma chathamica, de koromiko (Hebe barkeri) en de akeake (Dracophyllum traversii). Naast bossen komt er ook een toendra-achtige vegetatie voor met struikgewas zoals de soort Olearia traversiorum en succulente soorten uit het geslacht Disphyma. 

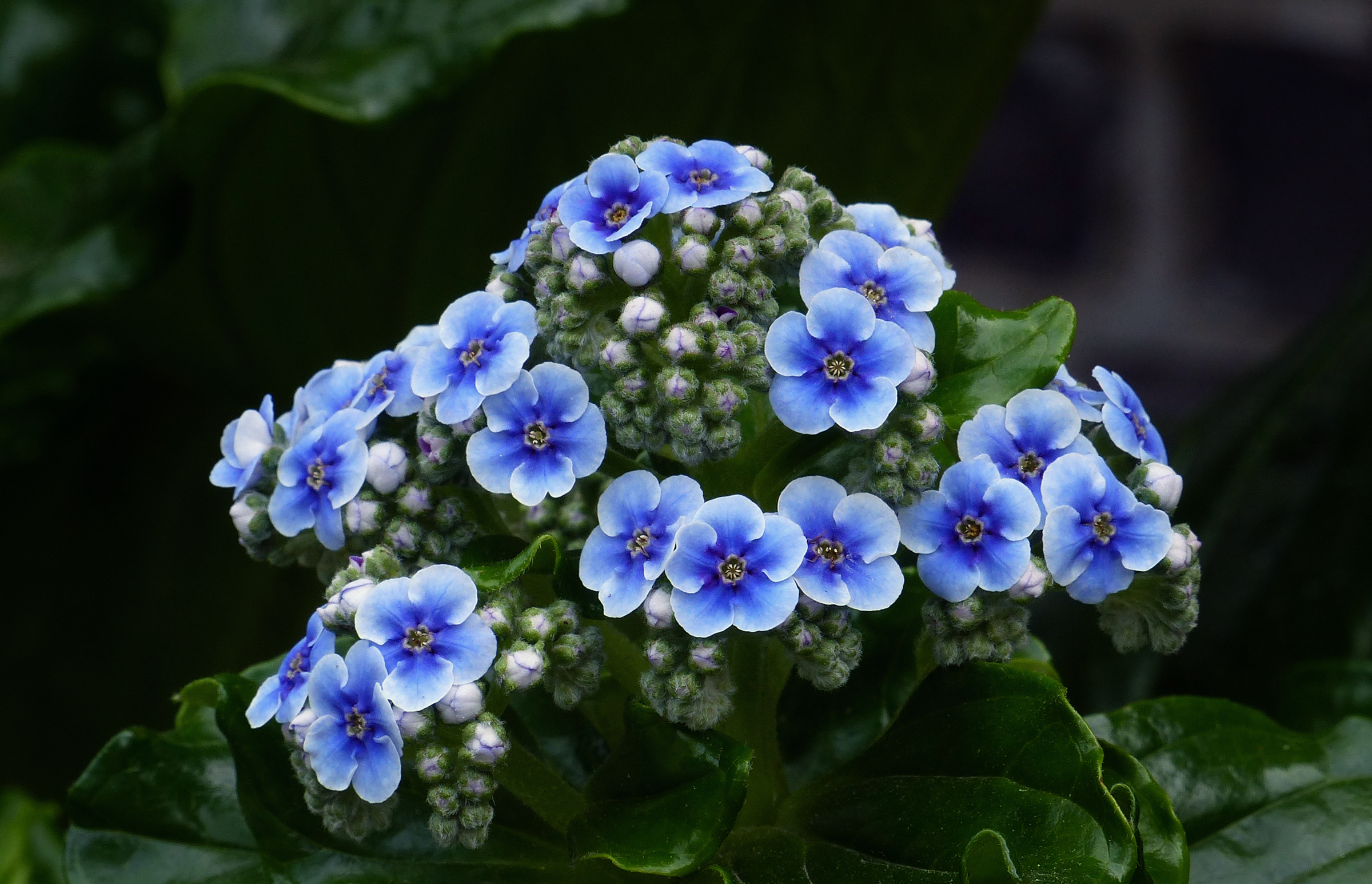
Myosotidium hortensia
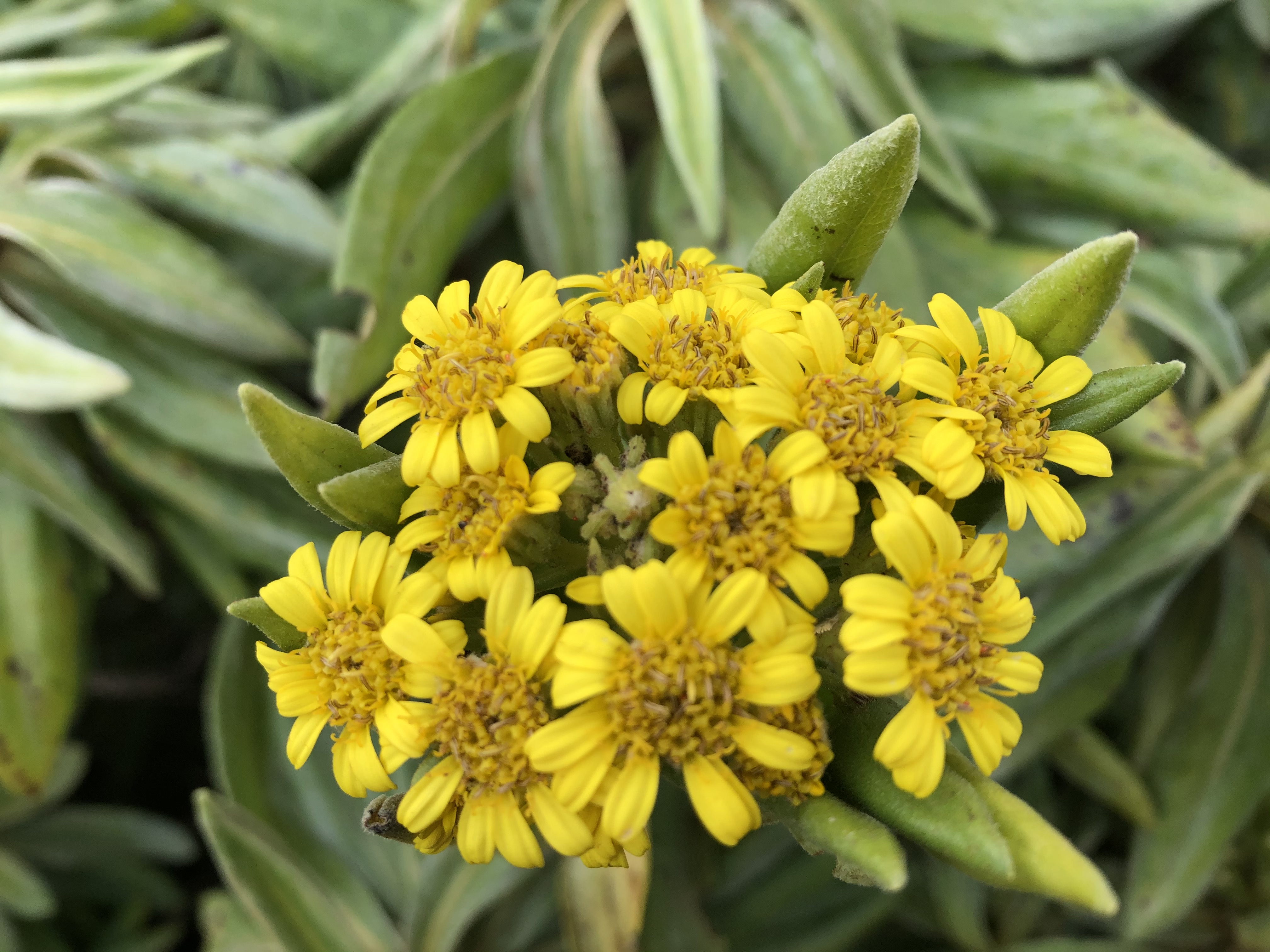
Rautini (Brachyglottis huntii)
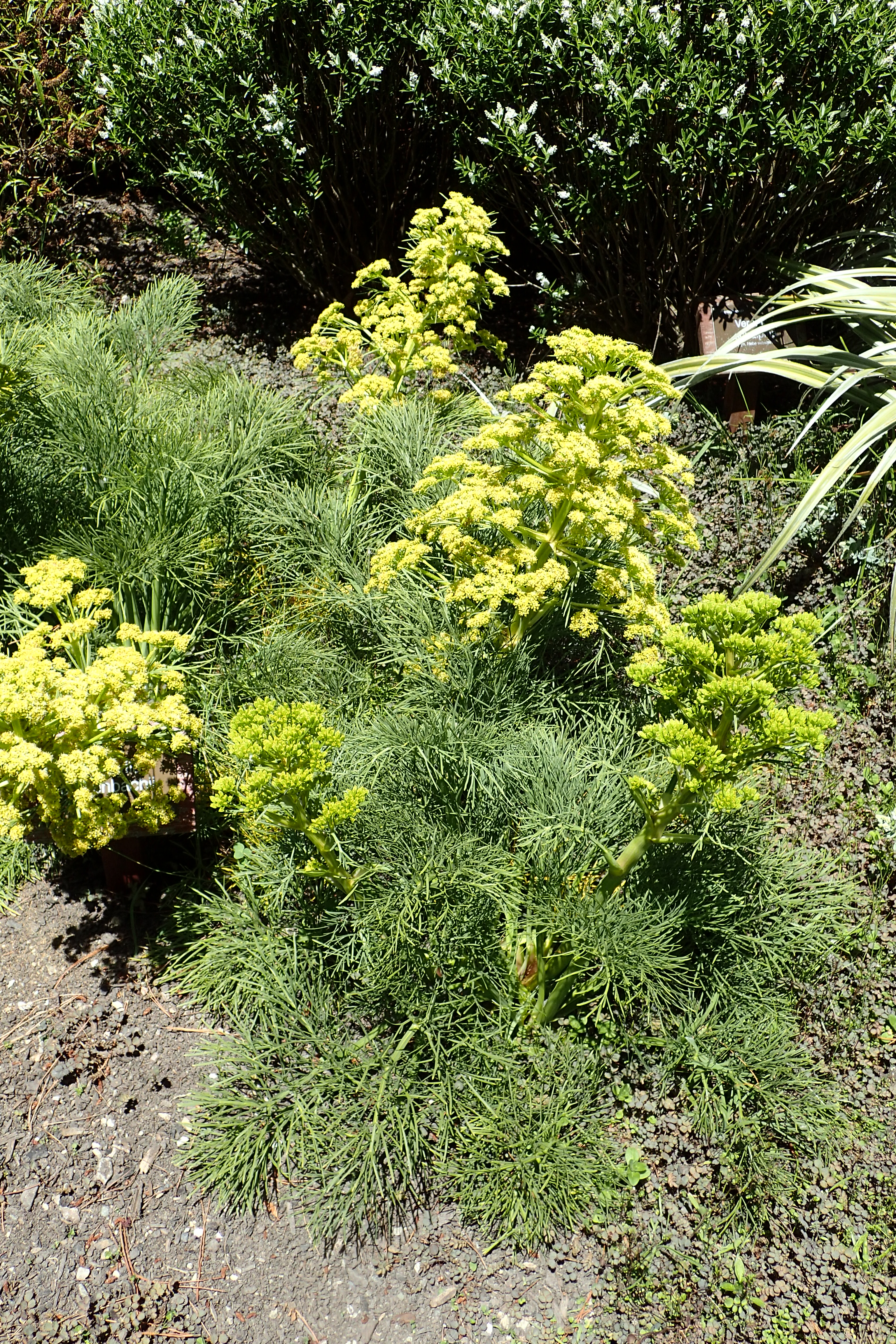
Aciphylla dieffenbachii
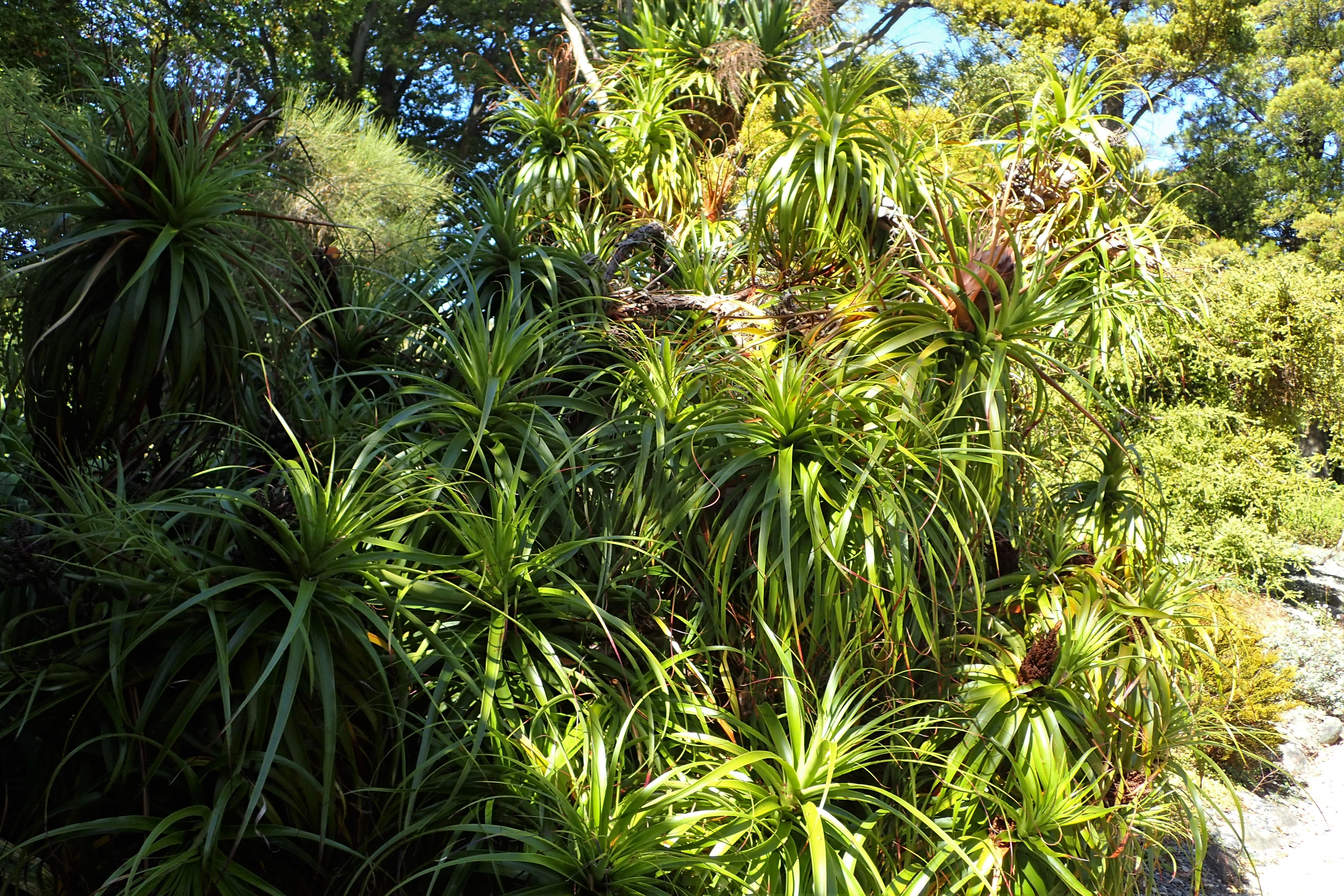
Akeake (Dracophyllum traversii)
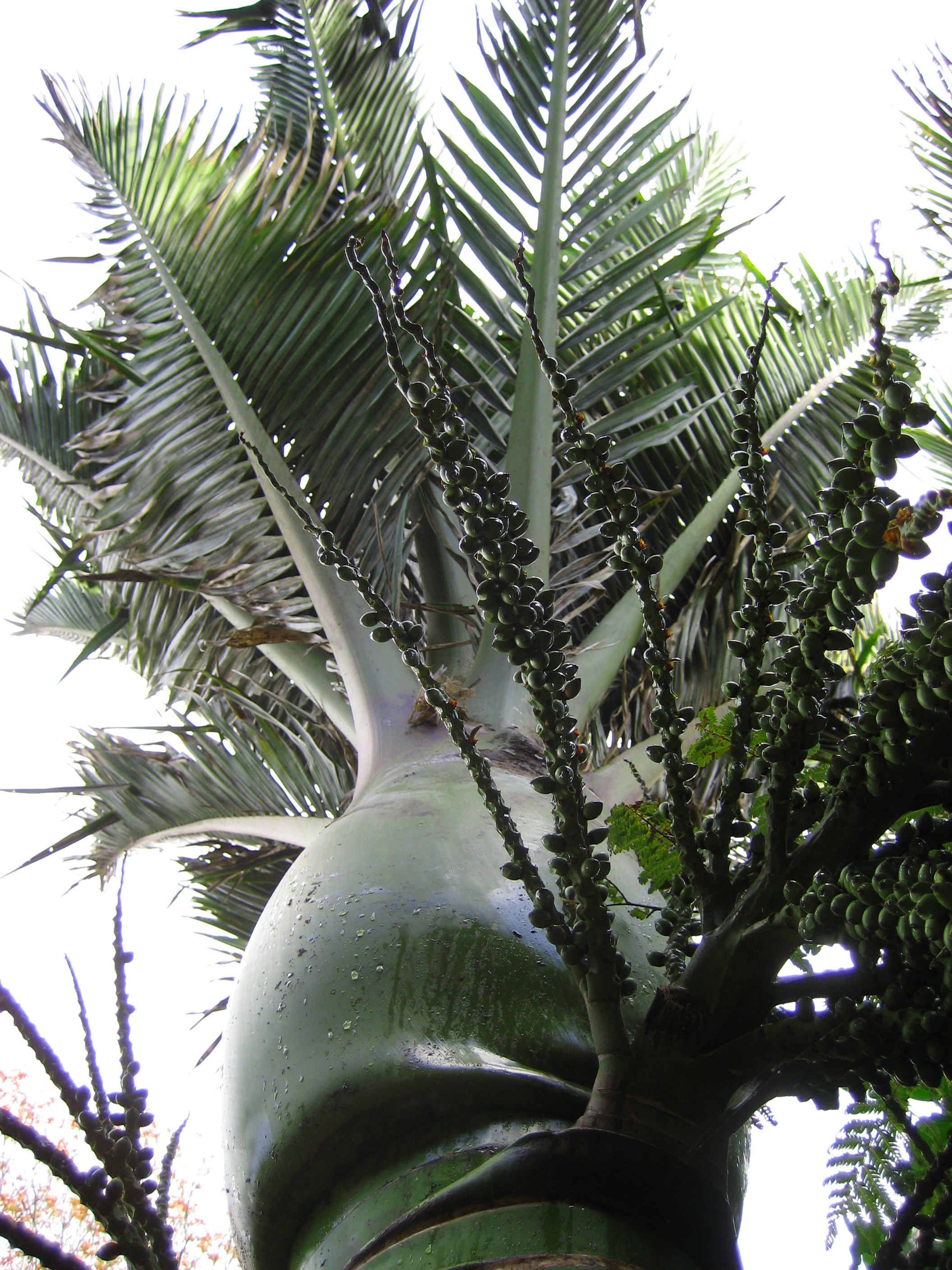
Rhopalostylis sapida
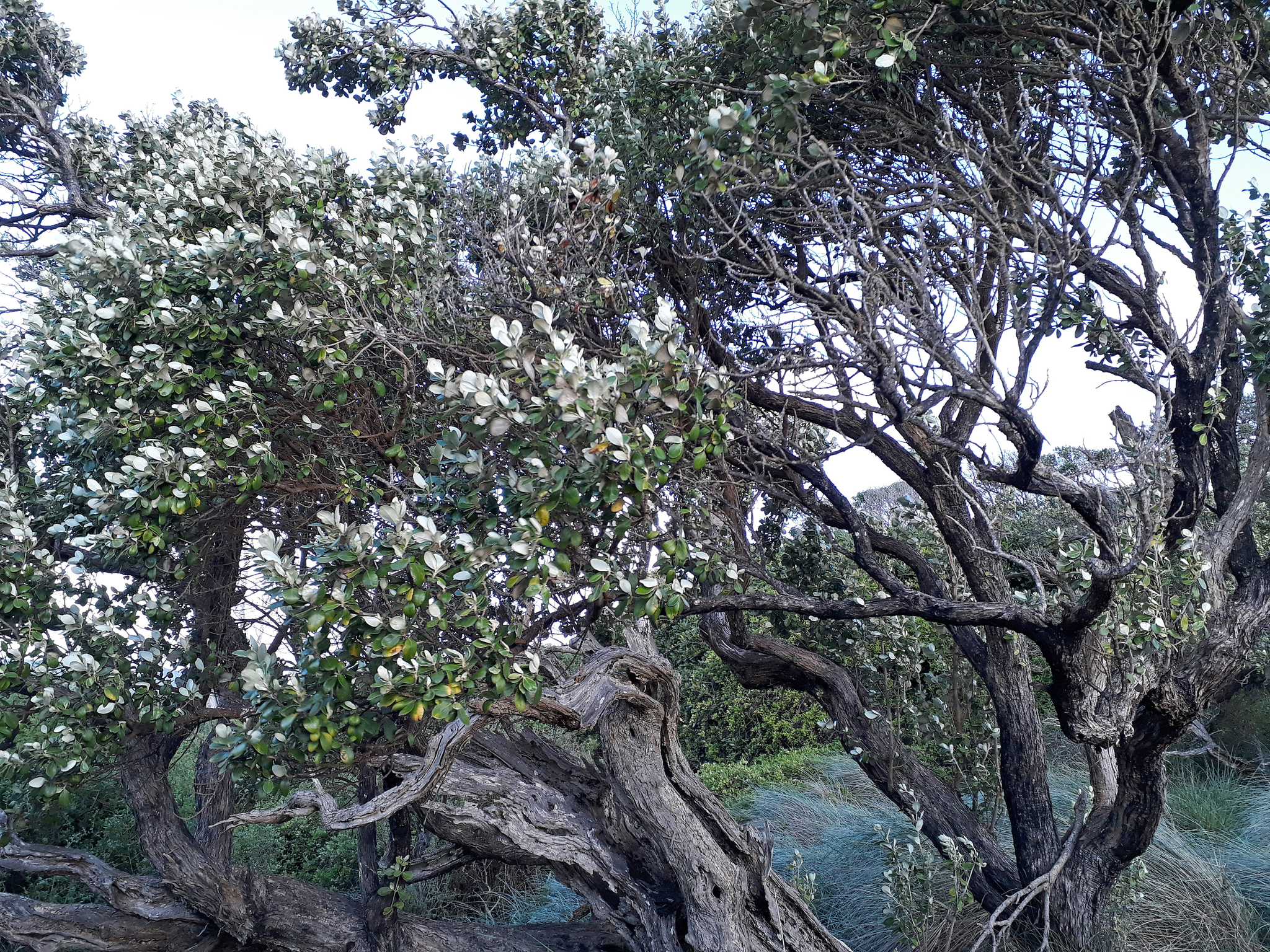
Olearia traversiorum
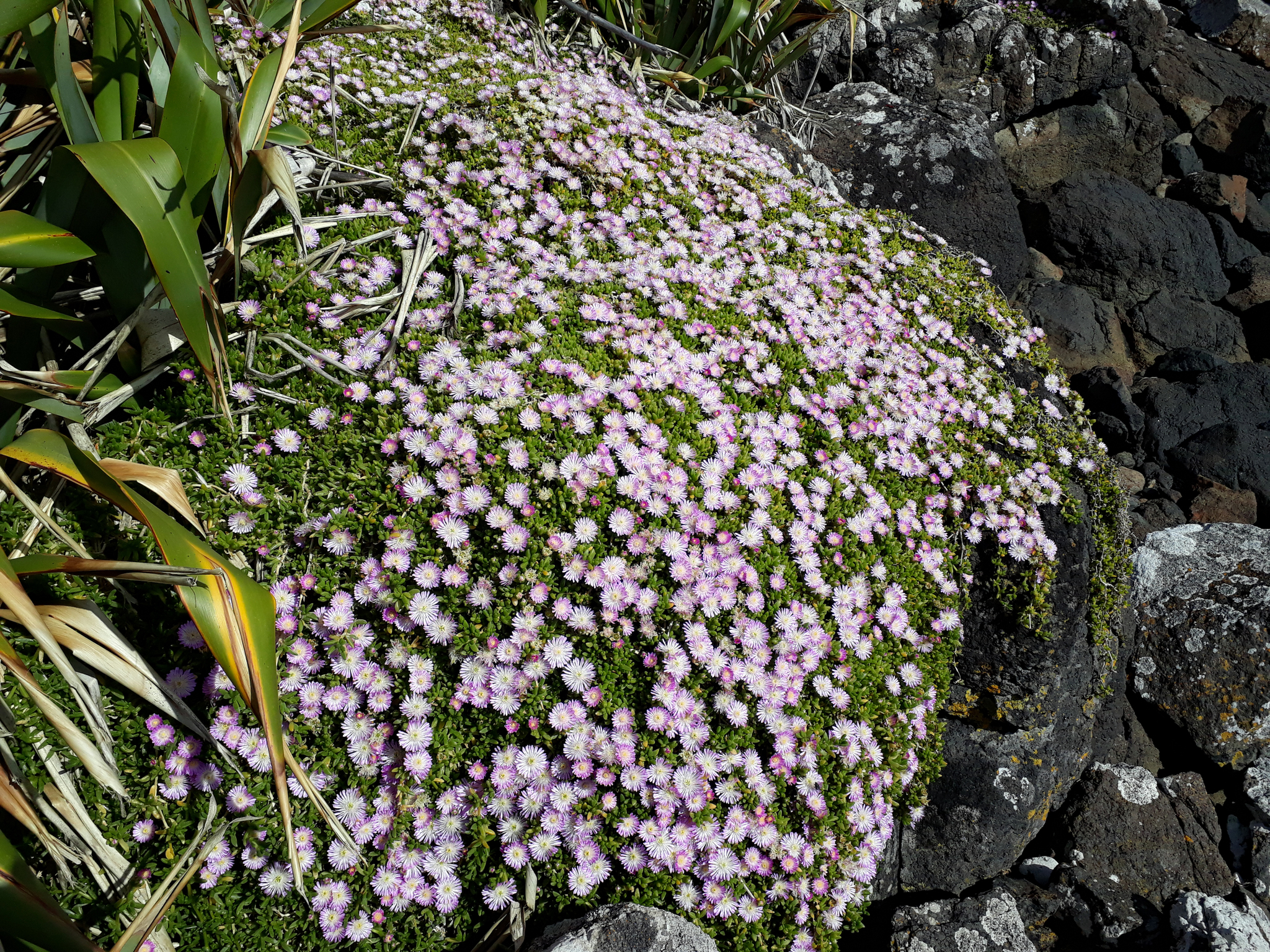
Disphyma papillatum

## Fauna
Op de Chathameilanden komen geen inheemse zoogdieren voor. Echter zijn met de komst van de Moriori, Maori en Europeanen er allerlei uitheemse dieren gekomen zoals varkens, wilde runderen, paarden, geiten, voskoesoes en kleinere dieren als ratten en muizen. Ook is er veel oorspronkelijke vegetatie vernietigt ten behoeve van landbouwgrond. Dit alles heeft tot veel schade voor de flora en fauna geleid. 

### Avifauna
Op de eilanden komt een unieke en gevarieerde avifauna voor. Voor vele zeevogels vormen de Chathameilanden een belangrijke nestel en broedplaats. De mest van deze zeevogels heeft bijgedragen aan het ontstaan van de vruchtbare bodem op de eilanden. Een bijzondere vogelsoort die hier voorkomt is de magentastormvogel (Pterodroma magentae), een soort waarvan gedacht werd dat deze uitgestorven was, totdat hij in 1978 herontdekt werd in dichte bossen op Chatham Island. Verder herbergen de Chathameilanden ook een verscheidenheid aan wetlandsoorten, waaronder eenden, zwanen, steltlopers, aalscholvers en migrerende waadvogels.
Uit fossielen blijkt dat hier meer dan 20 soorten stormvogels leefden, hiervan zijn er 8 soorten uitgestorven sinds de komst van de Moriori op deze eilanden. In totaal zijn 29 van de 67 soorten en ondersoorten van vogels die hier thuishoren uitgestorven tijdens de aankomst van de Europeanen, die hier eind 18e eeuw aan land gingen, en nog eens 8 soorten werden uitgeroeid na de aankomst van de Europeanen. 
Een aantal soorten en ondersoorten wat betreft de avifauna zijn uitgeroeid nadat Europeanen zich op de eilanden gevestigd hebben, te weten de soorten Chathamgrasvogel (Megalurus rufescens), Dieffenbachs ral (Gallirallus dieffenbachii), Chathamral (Gallirallus modestus), Aucklandtaling (Anas aucklandica), Australische roerdomp (Botaurus poiciloptilus) en Nieuw-Zeelandse valk (Falco novaeseelandiae) en de ondersoorten Anthornis melanura melanocephala, een ondersoort van de Maori-belhoningvogel en Anas rhynchotis variegata, een ondersoort van de Australische slobeend. Zeven endemische soorten of ondersoorten van landvogels komen nog steeds op de eilanden voor, zoals Prosthemadera novaeseelandiae chathamensis, een ondersoort van de toei, Hemiphaga novaeseelandiae chathamensis, een ondersoort van de Nieuw-Zeelandse vruchtenduif, de Chathammangrovezanger (Gerygone albofrontata), de Aucklandsnip (Coenocorypha aucklandica), Petroica macrocephala chathamensis, een ondersoort van de Maorivliegenvanger en de Chatham Island-vliegenvanger (Petroica traversi). Dankzij een natuurherstelprogramma is het aantal Chatham Island-vliegenvangers (Petroica traversi) weer toegenomen, nadat het in 1980 was geslonken tot slechts een broedpaar. Endemische zeevogels zijn de Chathamscholekster (Haematopus chathamensis), de Chathamsnip (Coenocorypha pusilla) en de Chathamstormvogel (Pterodroma axillaris).

### Geleedpotigen
Van de 750 tot 800 beschreven insecten van de Chathameilanden is ongeveer twintig procent een endemische soort. Veel soorten insecten zijn verdwenen door vernietiging van habitats en geïntroduceerde zoogdieren. De meeste endemische insectensoorten weten te overleven in schuilplaatsen op de eilanden Mangere Island en Rangatira. Endemische insectensoorten zijn de gigantische wandelende tak Argosarchus horridus, soorten uit het geslacht Amychus (kniptorren) en de keversoort Xylotoles costatus. Ook de oeverspin Dolomedes schauinslandi is endemisch. Verder leeft er op de eilanden ook nog een inheemse skink, de soort Oligosoma nigriplantare. 

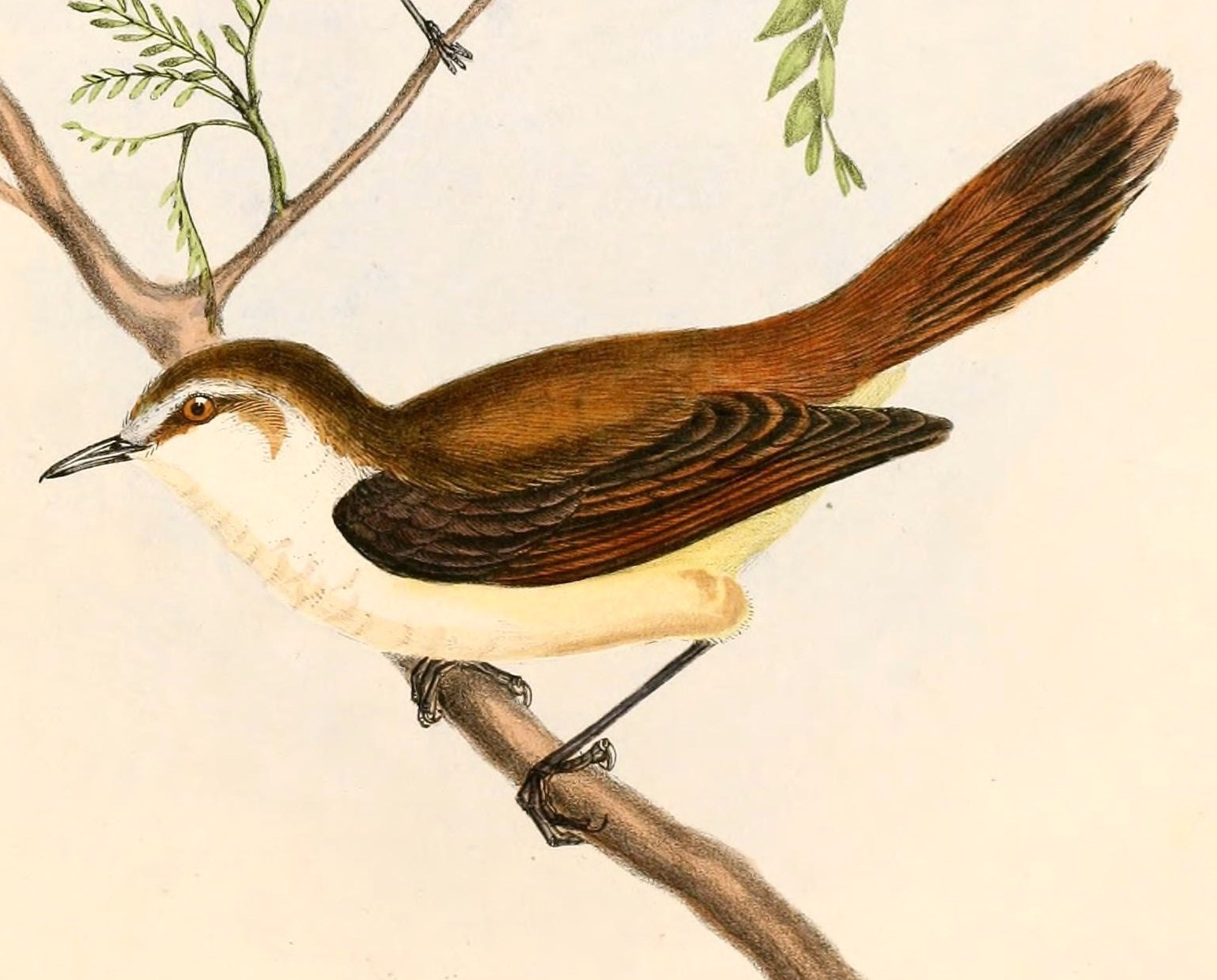
Chathammangrovezanger
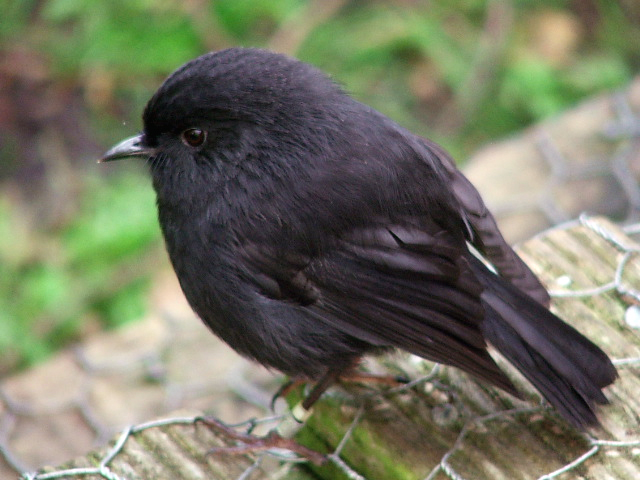
Chatham Island-vliegenvanger
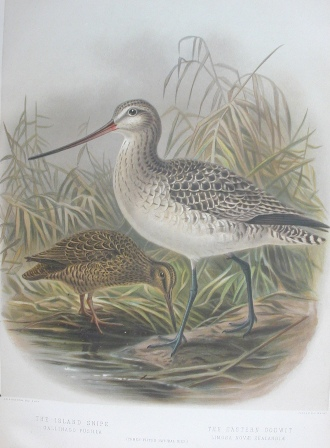
Chathamsnip
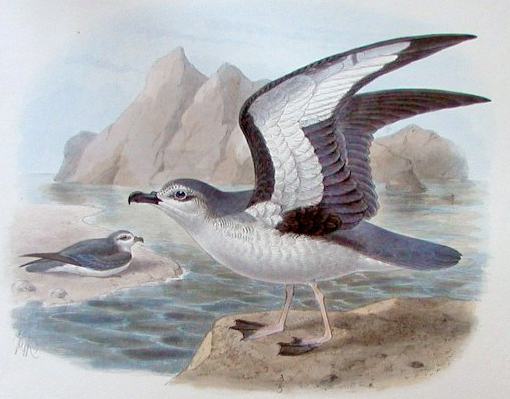
Chathamstormvogel
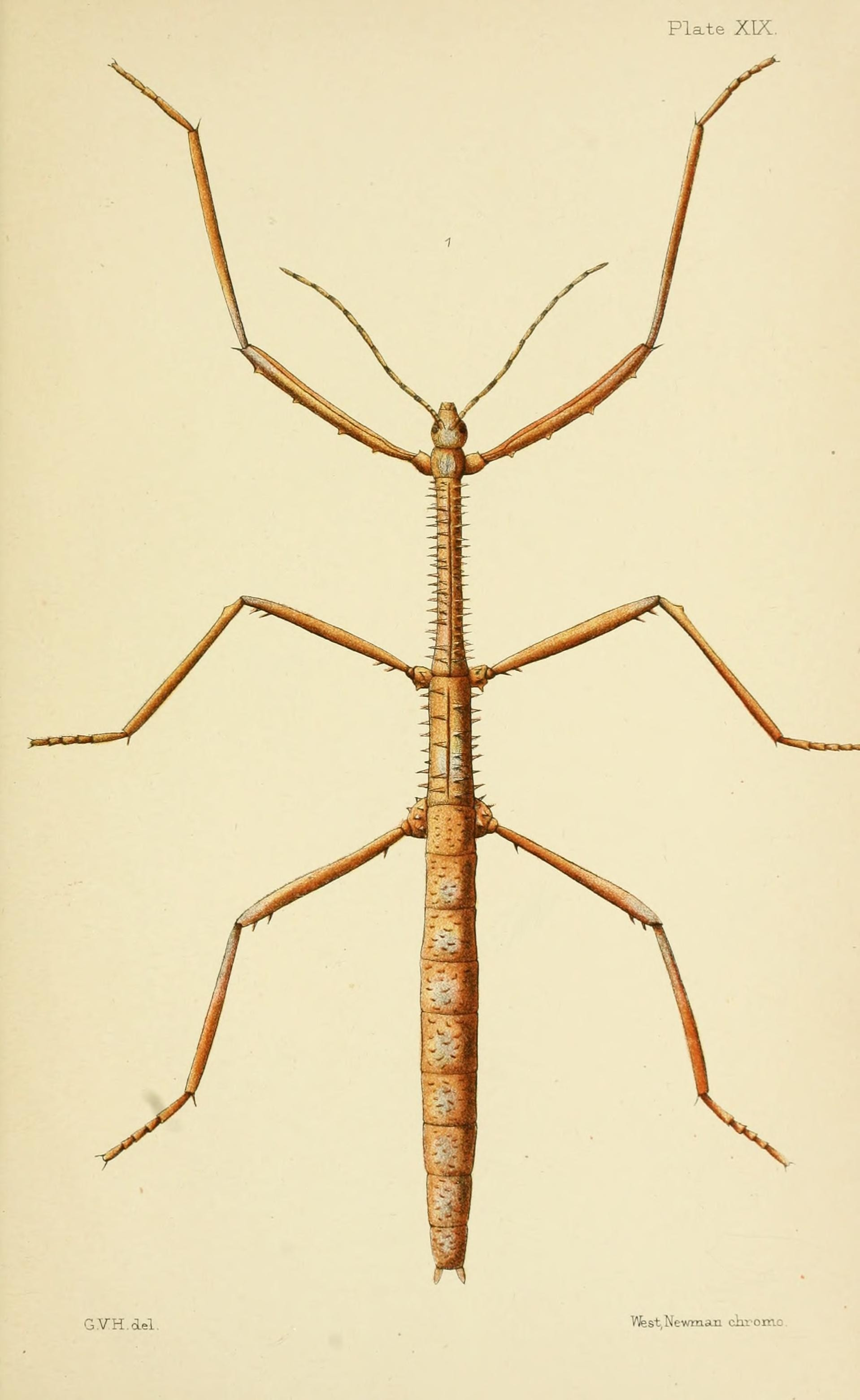
Argosarchus horridus
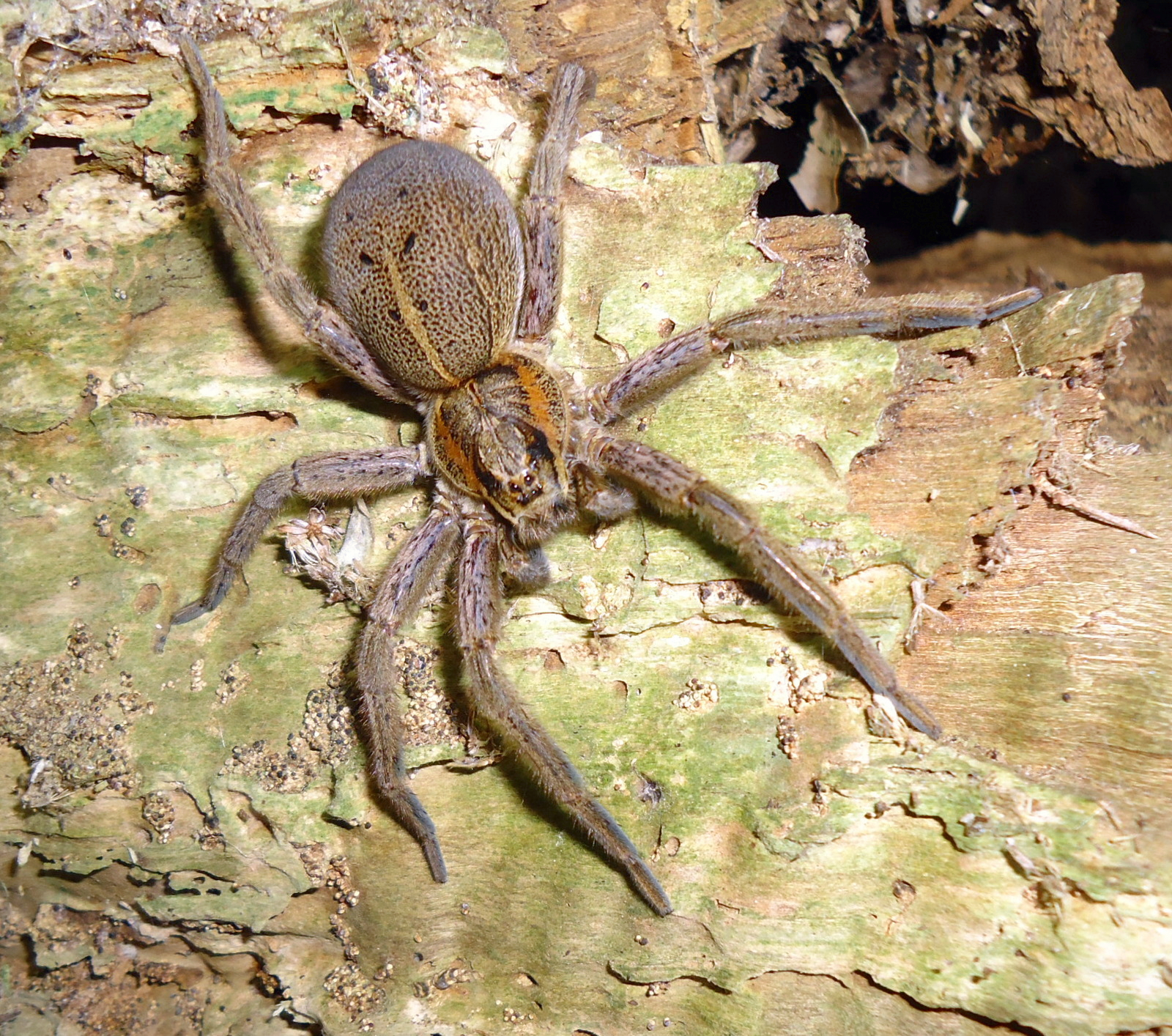
Dolomedes schauinslandi